# Tataren-Heckenkirsche
Die Tataren-Heckenkirsche (Lonicera tatarica) ist eine Pflanzenart in der Gattung der Heckenkirschen (Lonicera) aus der Familie der Geißblattgewächse (Caprifoliaceae).

## Beschreibung

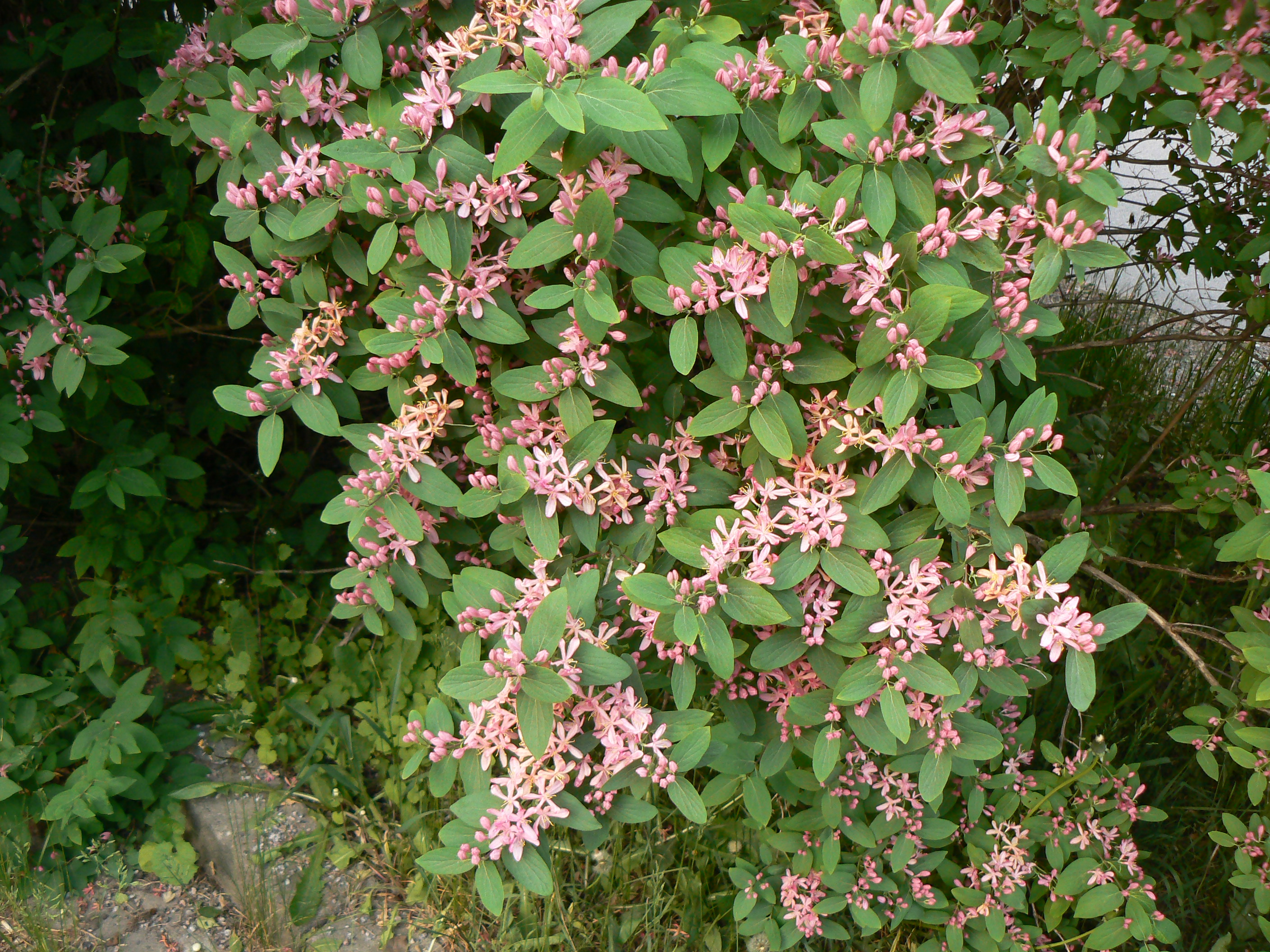

### Vegetative Merkmale

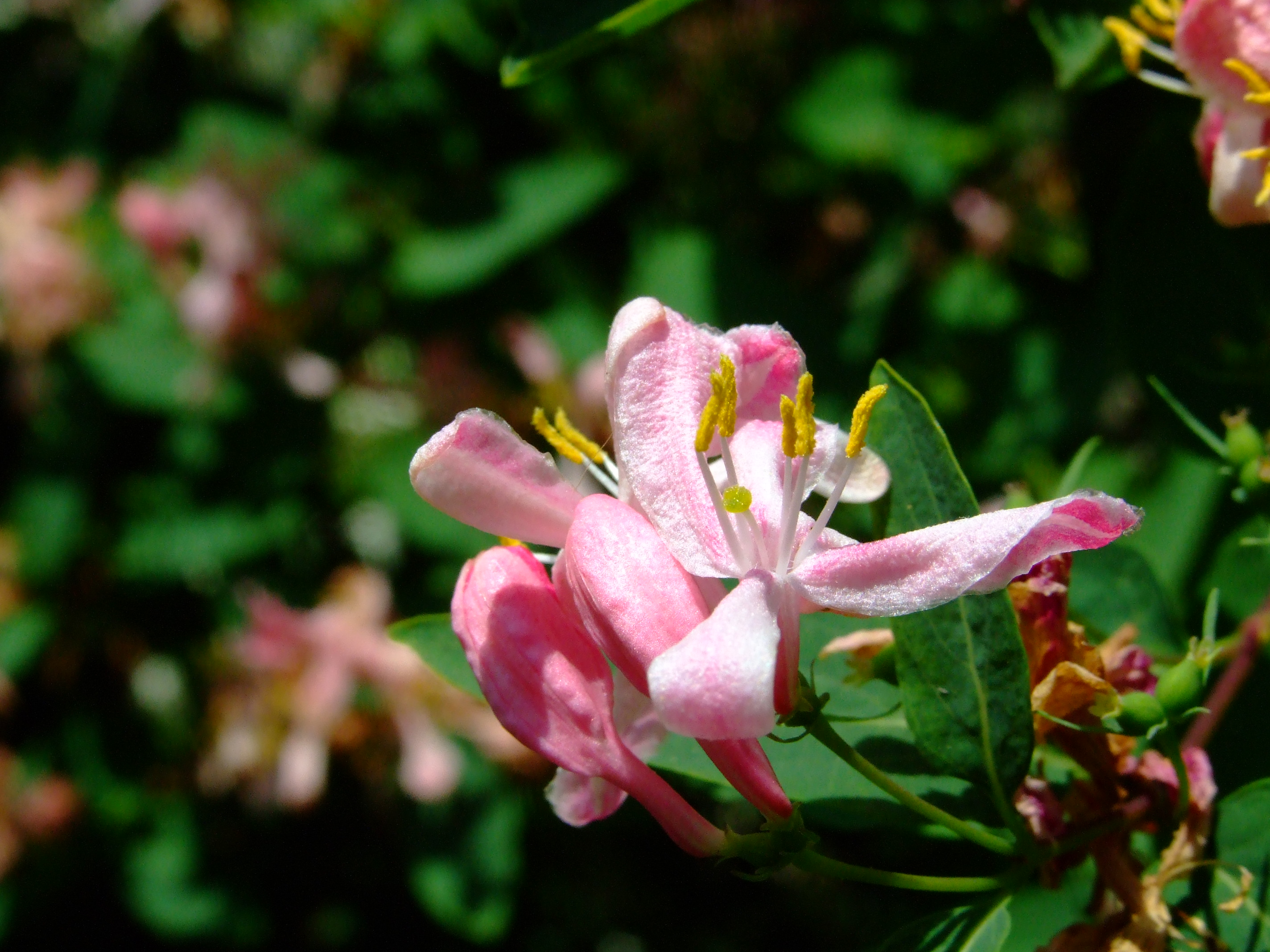
Blütenpaare und gestielte, zygomorphe Blüte im Detail.

Die Tatarische Heckenkirsche wächst als sommergrüner, aufrechter Strauch mit Wuchshöhen von meist 3 (1 bis 4) Metern. Die verzweigten, waagerecht abstehenden oder bogig übergeneigten Zweige besitzen anfangs ein Mark, das braun wird, und später sind sie hohl. Die Rinde ist im Alter grau und kahl. Die grünen Pflanzenteile sind mehr oder weniger stark bereift. Die kleinen Winterknospen besitzen vier Paare eiförmiger Knospenschuppen.
Die gegenständige angeordneten Laubblätter besitzen einen 2 bis 6 mm langen Blattstiel. Die einfache Blattspreite ist bei einer Länge von 3 bis 5 cm und einer Breite von 1 bis 2 cm eiförmig bis eiförmig-länglich, manchmal länglich mit leicht herzförmigem oder abgerundetem Spreitengrund und meist spitzer oder stumpfer Spreitenspitze sowie bewimpertem Blattrand. Beide Blattflächen sind kahl oder spärlich, manchmal deutlich flaumig behaart, die Blattoberseite ist dunkelgrün und die Blattunterseite hell- bis bläulich-grün.

### Generative Merkmale
Die Blütezeit reicht von Mai bis Juni. Die seitenständig auf einem 1 bis 2 cm langen (ähnlich lang wie die Krone) Blütenstandsschaft stehenden Blütenstände sind auf nur ein Blütenpaar reduziert. Das Paar gegenständiger Tragblätter sind bei einer Länge von 2 bis 7 mm lineal bis verkehrt-eiförmig-lanzettlich. Die zwei Paare gegenständiger, freier, bewimperter Deckblätter sind bei einer Länge von 1 mm, manchmal so lang wie die der Fruchtknoten und kreisförmig-eiförmig.
Die zwittrigen Blüten sind zygomorph und fünfzählig mit doppelter Blütenhülle. Die fünf Kelchzähne sind bei einer Länge von bis zu 1 mm dreieckig-lanzettlich. Die Farbe der Kronblätter reicht von hell-rosafarben bis dunkelrot, manchmal weiß oder von roasafarben beim Verblühen sich gelb färbend. Die 1,5 bis 2 cm langen Kronblätter sind zu einer 5 bis 6 mm langen Röhre verwachsen, die an ihrer Basis leicht gewölbt ist. Die Krone endet zweilippig. Die Oberlippe ist vierlappig, wobei die zwei seitlichen Kronlappen tief geteilt und ausgebreitet sind und die beiden mittleren Kronlappen nur leicht geteilt sind. Die Unterlippe ist zurückgekrümmt. Die zwei benachbarten Fruchtknoten sind nicht verwachsen. Die fünf Staubblätter und der überall flaumig behaarte Griffel überragen die Krone.
Die bei einem Durchmesser von 5 bis 6 mm kugeligen Beeren reifen ab Juli bis September und färben sich hellrot, scharlachrot, gelborangefarben bis gelblich. Die 2 bis 2,3 mm großen Samen sind glatt mit konkaven Tupfen.
Die Chromosomenzahl beträgt 2n = 18.

## Synökologie
Die Bestäubung erfolgt durch Schwebfliegen.
Die Beeren sind eine willkommene Vogelnahrung.
Die Tatarische Heckenkirsche ist Raupen-Futterpflanze oligophag bei Geißblatt-Kappeneule (Callierges ramosa) (Esper, 1786) und polyphag beim Doppelzahnspanner (Odontopera bidentata) (Clerck, 1759) aus der Familie der Spanner (Geometridae).

## Vorkommen
Die natürliche Heimat der Tatarischen Heckenkirsche liegt in Westsibirien, Zentral- und Ostasien: in Japan, Korea, Kirgisistan, in den chinesischen Provinzen Hebei (nicht gesichert), Heilongjiang, Liaoning, nördliches Xinjiang und in Russland im südöstlichen europäischen Teil sowie im westlichen Sibirien.
Sie ist in Frankreich, auf der Iberischen Halbinsel, Mitteleuropa und in Nordamerika eingebürgert, tritt also stark als Neophyt in Erscheinung. In Europa wird sie teilweise bewusst als Landschaftsgehölz eingesetzt.
In China gedeiht sie an Waldrändern und in Gebüschen in Höhenlagen zwischen 700 und 1600 Meter.

## Systematik
Die Erstveröffentlichung von Lonicera tatarica erfolgte 1753 durch Carl von Linné. Synonyme für Lonicera tatarica L. sind beispielsweise: Lonicera tatarica var. latifolia Loudon, Lonicera tatarica f. sibirica (Pers.) Rehder, Lonicera tatarica var. sibirica Pers.
Von Lonicera tatarica gibt es mindestens drei Varietäten:
- Lonicera tatarica L. var. tatarica
- Lonicera tatarica var. micrantha Trautv. (Syn.: Lonicera micrantha (Trautv.) Regel): Sie kommt in Xinjiang und im westlichen Sibirien vor.[3]
- Lonicera tatarica var. parvifolia H.Jaeger (Syn.: Lonicera parvifolia Hayne)

## Nutzung
Die Sorten werden als Zierpflanzen in Parks und Gärten verwendet.
Einige Sorten sind: 'Arnolds Red' und 'Hack's Red'.
Das Holz der Tataren-Heckenkirsche wirkt euphorisierend auf Katzen, da es, ähnlich wie Katzenminze und der Japanische Strahlengriffel, cis-trans-Nepetalacton sowie Actinidin enthält. Allerdings ist die Konzentration geringer als in den genannten Pflanzen, so dass nur etwa jede zweite Katze positiv auf L. tatarica reagiert.
In Nordamerika ist das Holz in käuflichen Katzenspielzeugen unter dem Namen „(Tatarian) Honeysuckle“ erhältlich.